# Strumigenys mendezi
Strumigenys mendezi (лат.) — вид мелких земляных муравьёв из подсемейства Myrmicinae. Эндемик США. Назван в честь Ray Mendez, художника и мирмеколога, который на протяжении многих лет помогал обучающим курсам «The Ant Course».

## Распространение
Северная Америка: США (Аризона).

## Описание
Мелкие скрытные муравьи (длина около 2 мм) с сердцевидной головой, расширенной кзади. Клипеус без периферийной бороздки по краям. Щетинки наличника широкие лопатчатые, загнутые вперёд. Проподеум c короткими зубцами. Длина головы рабочего (HL) 0,64–0,719 мм, ширина головы (HW) 0,418–0,451 мм, мандибулярный индекс (MI) 18, длина скапуса SL 0,369–0,381 мм. Основная окраска желтовато-коричневая. Мандибулы субтреугольные вытянутые (с несколькими зубцами). Глаза расположены внутри усиковых желобков-бороздок, вентро-латеральные. Нижнечелюстные щупики 1-члениковые, нижнегубные щупики состоят из 1 сегмента (формула 1,1). Стебелёк между грудкой и брюшком состоит из двух члеников: петиолюса и постпетиолюса (последний четко отделен от брюшка), жало развито, куколки голые (без кокона). Специализированные охотники на коллембол. Вид был впервые описан в 2021 году американским мирмекологом Douglas B. Booher по типовому материалу, собранному в США. Принадлежность таксона к какой-либо видовой группе не определена. Strumigenys mendezi морфологически наиболее сходен с Strumigenys arizonica, и оба встречаются в Аризоне, однако они не похожи друг на друга с точки зрения экологии. S. arizonica является облигатным обитателем гнёзд муравьёв-грибководов Trachymyrmex arizonensis, где он извлекает выгоду из климатически контролируемых мусорных камер своего хозяина и охотится на коллембол, связанных с отходами своего хозяина (Gray al. 2018). Strumigenys mendezi, по-видимому, является свободно живущим видом муравьёв, не обязательно связанным с T. arizonensis или любыми другими муравьями, по словам коллекционера и мирмеколога Стефана Ковера, первым нашедшего и открывшего этот вид. Он собрал S. mendezi в густом лесу серого дуба Quercus grisea, можжевельника, дуба эмори Quercus emoryi с высотой растительности около 7,5 м на пологом юго-восточном склоне. Особи собирали просеиванием подстилки под дубовым пнем в тени.